# 中铁七局
中铁七局集团有限公司，注册地位于郑州，隶属于中国铁路工程总公司。业务性质为铁路、公路、市政。2017年，公司总资产279.86亿元，净资产46.13亿元，净利润4.63亿元。